# Зауерталь
Зауерталь (нім. Sauerthal) — громада в Німеччині, розташована в землі Рейнланд-Пфальц. Входить до складу району Рейн-Лан. Складова частина об'єднання громад Лорелай.
Площа — 3,57 км2. Населення становить 146 ос. (станом на 31 грудня 2020).